# Sola (Noruega)
Sola és un municipi situat al comtat de Rogaland, Noruega. Té 26,096 habitants (2016) i la seva superfície és de 68.69 km². El centre administratiu del municipi és el poble de Solakrossen.
L'aeroport de Stavanger, amb 4,501,368 passatgers l'any 2015, està situat a Sola i és el tercer aeroport més transitat de Noruega.